# Microtragus unicristatus
Microtragus unicristatus là một loài bọ cánh cứng trong họ Cerambycidae.